# Bitwa pod Domažlicami

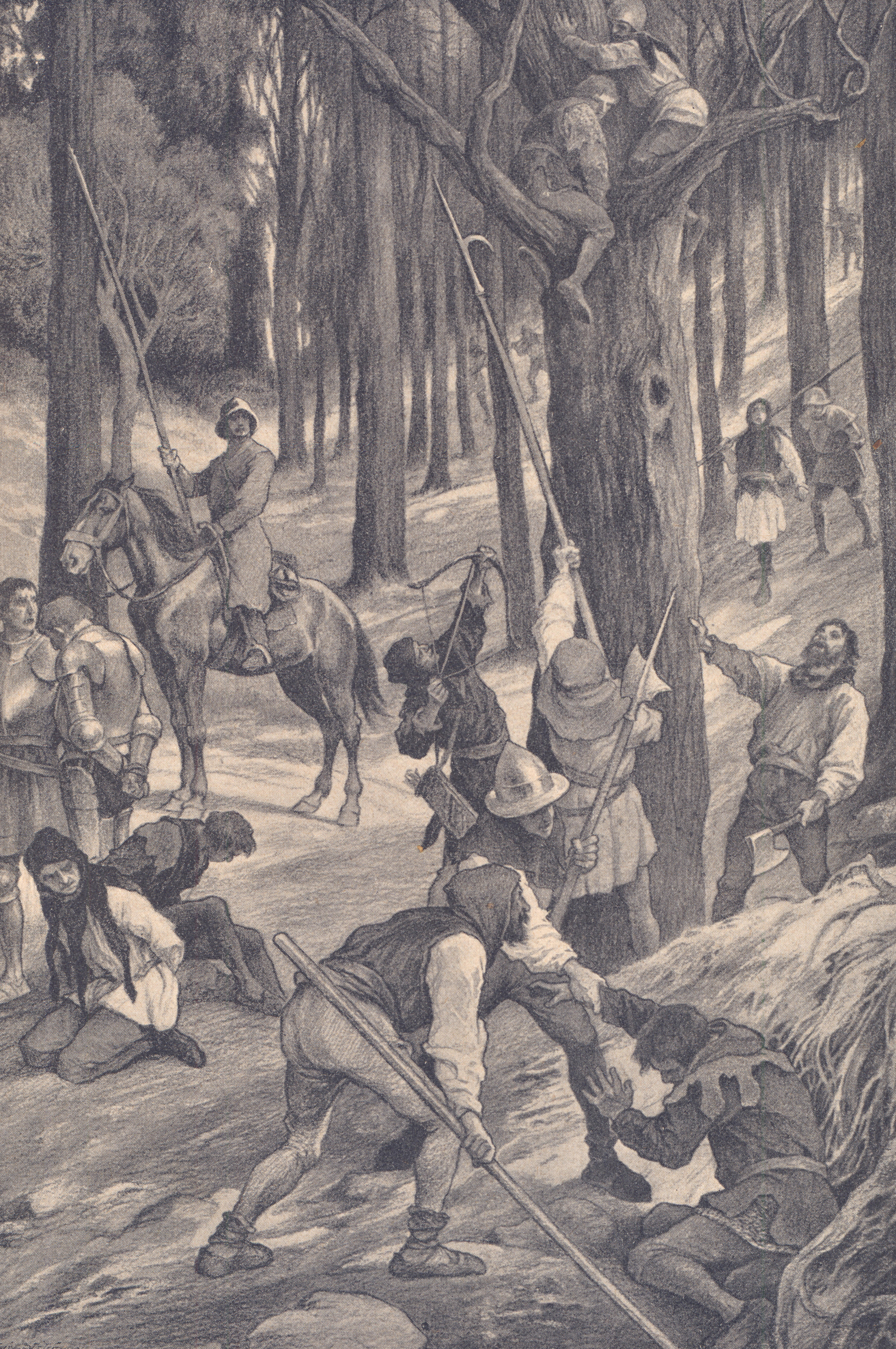
Husyci wyłapujący i mordujący zbiegłych krzyżowców po bitwie

Bitwa pod Domažlicami (niem. Schlacht bei Taus) – starcie zbrojne czeskich husytów z armią niemieckich krzyżowców, mające miejsce 14 sierpnia 1431.
Po niepowodzeniach rozmów pokojowych pomiędzy husytami z jednej strony, a papiestwem i Zygmuntem Luksemburskim z drugiej, w sierpniu 1431 armia krzyżowców Fryderyka I Hohenzollerna w liczbie ok. 30 000 rycerzy zebrała się w okolicach miejscowości Weiden in der Oberpfalz. Wśród krzyżowców byli rycerze z krajów niemieckich oraz Alzacji, Flandrii, Holandii i Zelandii.  Oddziałami krzyżowców dowodził legat papieski Giuliano Cesarini. Na początku sierpnia armia krzyżowców wtargnęła na ziemie Czech i 10 sierpnia rozpoczęła oblężenie miasteczka Domažlice. Wysłanemu z miasta posłańcowi udało się jednak przedostać z prośbą o pomoc do wodza husytów Prokopa Wielkiego, kwaterującego w tym czasie w rejonie Beroun. Ponieważ ewentualny upadek Domažlic dałby uczestnikom krucjaty oparcie pośród murów miasta, postanowiono o szybkiej odsieczy. 12 i 13 sierpnia husyci pokonali dystans 80 km, dochodząc do miejscowości Chotěšov, gdzie Prokop otrzymał alarmujące informacje o ciężkim położeniu oblężonych. W tej sytuacji następnego dnia, po krótkim odpoczynku i wzmocnieniu sił ochotnikami z okolicy, podjęto dalszy, forsowny marsz, dochodząc do rejonu spodziewanego spotkania około godziny 14.00.
Nadciągnięcie armii taborytów spowodowało paniczną ucieczkę części armii krzyżowców; do wywołania popłochu przyczynił się śpiewany przez husycką armię chorał "Ktož jsú boží bojovníci". Atak husytów przyniósł im wielki sukces, wojska uczestników krucjaty zostały rozbite, a jedynie dwóm niedostrzeżonym kolumnom wojsk, liczącym około 300 wozów (z 9000, jakie wyruszyły na wyprawę), udało się wycofać do Bawarii przez Waldmünchen względnie Furth im Wald. Jedynie 300 żołnierzy Cesariniego stawiło husytom zacięty opór, pozostała część wojsk krzyżowców rozpierzchła się, rabując po drodze swoje tabory. Zagrożony śmiercią ze strony własnych wojsk kardynał Cesarini zbiegł z pola bitwy w przebraniu żołnierza. W ręce husytów dostały się m.in. jego szaty, złoty pektorał oraz bulla papieska wzywająca do walki z „heretykami”. Ponadto w ręce czeskie wpadła cała broń ciężka, zapasy amunicji i prochu, pieniądze, naczynia i konie. Zdobyte sztandary wroga przesłano do kościoła NMP przed Tynem w Pradze.
Klęska pod Domažlicami odebrana została w Europie jako kompromitacja krzyżowców. Pojawiły się obawy przed wtargnięciem husytów w głąb Cesarstwa. Była też punktem wyjściowym do rozpoczęcia rozmów w kwestii husyckiej. Najzagorzalszym zwolennikiem rozmów stał się przegrany wódz – kardynał Cesarini.
W sierpniu 1931 roku miały miejsce obchody 500-lecia bitwy, w czasie których wmurowano kamień węgielny pod planowany pomnik. W przewidywanej lokalizacji złożono ziemię z miejsc bitew z czasów wojen husyckich. Z uwagi na konflikt niemiecko-czechosłowacki o Sudety, do realizacji pomnika nie doszło. Do pomysłu jego realizacji powrócono w 2009, jednakże inicjatywa ta nie doczekała się dotąd realizacji.